# Nápoly gyorsvasúti hálózata
Nápoly gyorsvasúti hálózata Nápoly metró-, valamint elővárosi gyorsvasúti hálózatát foglalja magában.
Nápolyban két metróvonal létezik, az 1-es és a 6-os vonal. A 2-es, 3-as, 4-es, 5-ös vonal elővárosi gyorsvasút. A vonalakat a következő társaságok üzemeltetik:
- Metronapoli – az 1-es és a 6-os vonal, valamint a siklók üzemeltetője,
- Circumvesuviana – a Vezúv körüli településeket szolgálja ki,
- Circumflegrea – a Campi Flegrei településeit szolgálja ki,
- Metrocampania Nordest – az aversai vonalakat szolgálja ki,
- Ferrovia Cumana – Pozzuolit és Cuma-t szolgálja ki.

Az állami tulajdonú Ferrovie dello Stato/Trenitalia egyben a távolsági összeköttetéseket is biztosítja.

## Metróvonalak
| Vonal      | Viszonylat            | Megnyitás | Üzemeltető  | Hossz   | Állomások |
| ---------- | --------------------- | --------- | ----------- | ------- | --------- |
| 1-es vonal | Piscinola – Garibaldi | 1993      | Metronapoli | 17,1 km | 17        |
| 6-os vonal | Mostra – Mergellina   | 2007      | Metronapoli | 2,3 km  | 4         |

## Elővárosi gyorsvasutak
| Vonal      | Viszonylat                     | Megnyitás | Üzemeltető      | Hossz | Állomások |
| ---------- | ------------------------------ | --------- | --------------- | ----- | --------- |
| 2-es vonal | Pozzuoli – Gianturco           | 1925      | Trenitalia      | 16 km | 11        |
| 3-as vonal | Porta Nolana – San Giorgio     | 2004      | Circumvesuviana | 12 km | 11        |
| 4-es vonal | Porta Nolana – Vesuvio de Meis | 1891      | Circumvesuviana | 8 km  | 7         |
| 5-ös vonal | Montesanto – Pianura           | 1957      | SEPSA           | 10 km | 7         |

### 2-es vonal
A 2-es vonalat az állami vasúttársaság a Ferrovie dello Stato üzemelteti a Nápoly alatti vasúti alagúton keresztül, mely használatán osztozik az InterCity és Eurostar Italia vonatokkal. Az alagutat 1925-ben építették, elsősorban a vasúti tranzitforgalom segítésére.
A vonal normál nyomtávú, felsővezetékes kialakítású.
| Állomás                | Kapcsolatok                        |
| ---------------------- | ---------------------------------- |
| Pozzuoli               |                                    |
| Bagnoli – Agnano Terme |                                    |
| Cavalleggeri d'Aosta   |                                    |
| Campi Flegrei          | 6-os vonal                         |
| Leopardi               |                                    |
| Mergellina             | 6-os vonal                         |
| Amedeo                 | chiaiai sikló                      |
| Montesanto             | 5-ös vonal, montesantoi sikló      |
| Cavour                 | 1-es vonal                         |
| Garibaldi              | 1-es vonal, 3-as vonal, 4-es vonal |
| Gianturco              |                                    |

### 3-as vonal

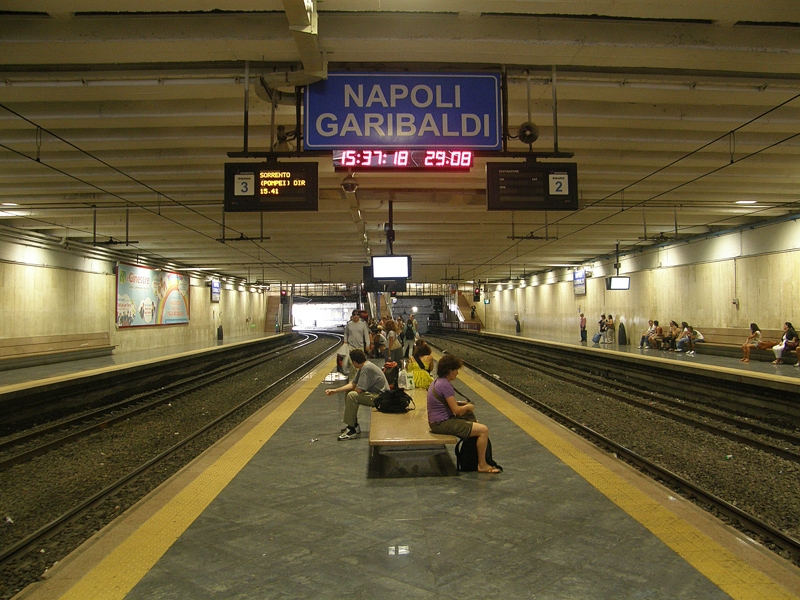
A Circumvesuviana társaság Garibaldi állomása (3-as és 4-es vonal)

A 3-as vonal a Circumvesuviana vasúttársaság üzemelteti 2004 óta. A vonal két vasútvonal összekapcsolása során jött létre Porta Nolana és Bartolo Longo állomások között. Keskeny nyomtávú vonal, felsővezetékes járművekkel.
| Állomás               | Kapcsolatok                        |
| --------------------- | ---------------------------------- |
| Porta Nolana          | 4-es vonal                         |
| Garibaldi             | 1-es vonal, 2-es vonal, 4-es vonal |
| Centro Direzionale    |                                    |
| Poggioreale           |                                    |
| Stadera               |                                    |
| Botteghelle           |                                    |
| Madonelle             |                                    |
| Argine Palasport      |                                    |
| Villa Visconti        |                                    |
| Vesuvio De Meis       | 4-es vonal                         |
| Bartolo Longo         |                                    |
| San Giorgio a Cremano |                                    |

### 4-es vonal
A 4-es vonal a Circumvesuviana Nápoly–Sarno vonalának a Porta Nolana és a Vesuvio De Meis megálló közötti szakasza. Keskeny nyomtávú vonal, felsővezetékes járművekkel.
| Állomás                 | Kapcsolatok                        |
| ----------------------- | ---------------------------------- |
| Porta Nolana            | 3-as vonal                         |
| Garibaldi               | 1-es vonal, 2-es vonal, 3-as vonal |
| Gianturco               |                                    |
| San Giovanni a Teduccio |                                    |
| Barra                   |                                    |
| Ponticelli              |                                    |
| Vesuvio De Meis         | 3-as vonal                         |

### 5-ös vonal

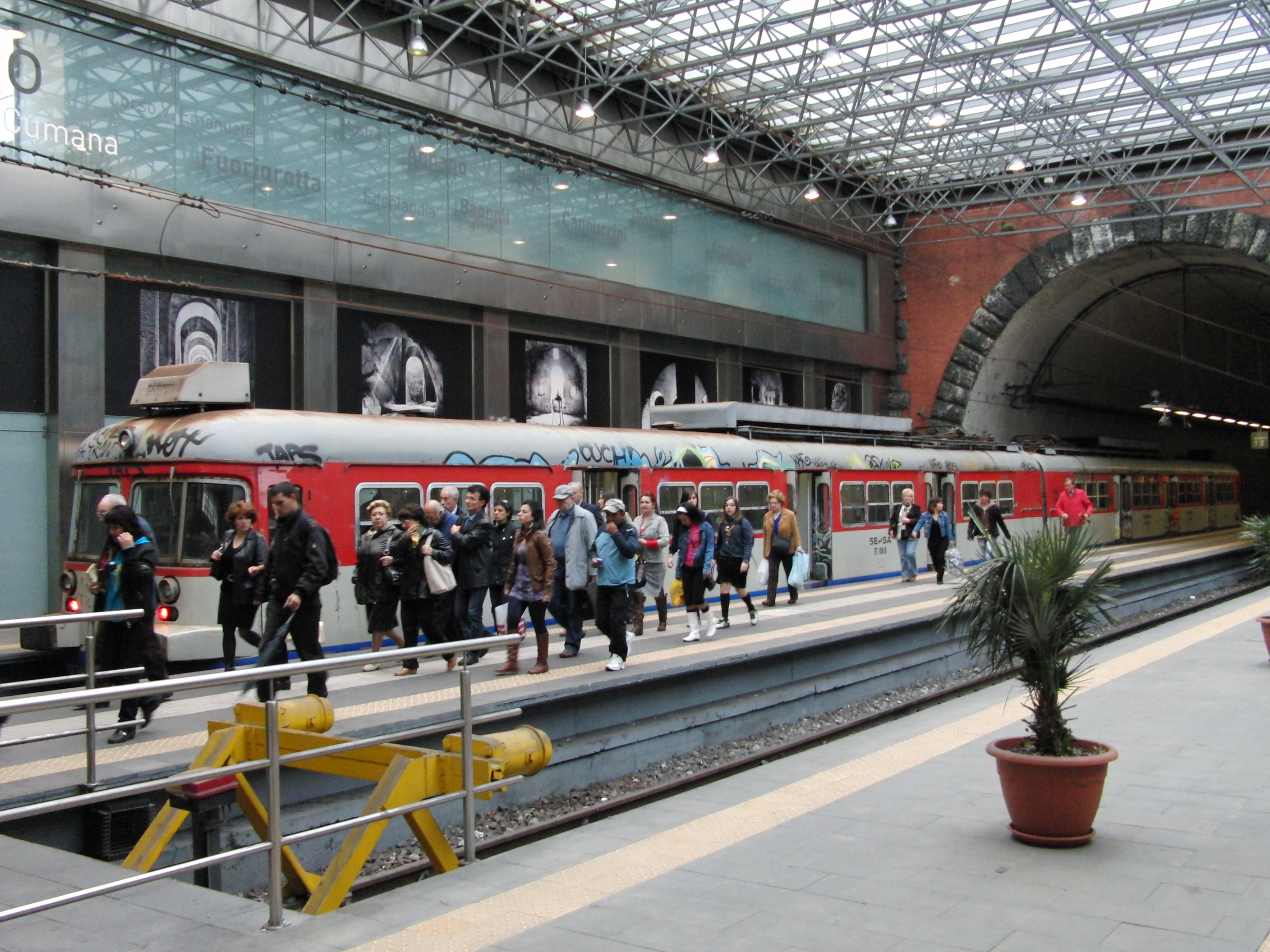
Az 5-ös vonal Montesanto állomása

Az 5-ös vonal a Circumflegrea vasúttársaság által üzemeltetett Montesantóból induló vasútvonalának, Montesanto és Pianura közötti szakasza.
| Állomás                | Kapcsolatok |
| ---------------------- | ----------- |
| Montesanto             | 2-es vonal  |
| Cilea-Quattro Giornate | 1-es vonal  |
| Piave                  |             |
| Soccavo                |             |
| Traiano                |             |
| La Trencia             |             |
| Pianura                |             |